# Hollands U/19-fodboldlandshold
Hollands U/19-fodboldlandshold  består af hollandske fodboldspillere, som er under 19 år, og administreres af Koninklijke Nederlandse Voetbalbond (KNVB).[kilde mangler]